# Григорій II (неаполітанський дука)
Григорій II (†794) — неаполітанський дука (766–794), старший син дуки Стефана II, який у 766 зрікся престолу на користь Григорія. На той час дукат уже був практично незалежним.